# Ploiaria texana
Ploiaria texana är en insektsart som beskrevs av Banks 1909. Ploiaria texana ingår i släktet Ploiaria och familjen rovskinnbaggar. Inga underarter finns listade i Catalogue of Life.